# Balbidomaga dorophora
Balbidomaga dorophora är en fjärilsart som beskrevs av Diakonoff 1983. Balbidomaga dorophora ingår i släktet Balbidomaga och familjen vecklare. Inga underarter finns listade i Catalogue of Life.